# لي غرينوود
لي غرينوود (بالإنجليزية: Lee Greenwood)‏ هو مغن مؤلف وموسيقي ومغني أمريكي، ولد في 27 أكتوبر 1942 في كاليفورنيا في الولايات المتحدة.

## وصلات خارجية
- الموقع الرسمي
- لي غرينوود على موقع IMDb (الإنجليزية)
- لي غرينوود على موقع ميوزك برينز (الإنجليزية)
- لي غرينوود على موقع إن إن دي بي (الإنجليزية)
- لي غرينوود على موقع ديسكوغز (الإنجليزية)